# 1/Nのゆらぎ
『1/Nのゆらぎ』（えぬぶんのいちのゆらぎ）は、土塚理弘による日本のギャグ漫画作品。『月刊少年ガンガン』、『ガンガンパワード』、『ガンガンYG』（いずれもスクウェア・エニックス）にて連載・掲載された。

## 概要
『月刊少年ガンガン』2000年4月号〜7月号に連載された作者初の連載作品。しかし『清村くんと杉小路くんと』連載の為にわずか5話で終了。その後『ガンガンパワード』で2001年〜2002年にかけて一時的に連載が再開、連載終了後も『ガンガンYG』2004年弐号にて1話だけ掲載された。
基本的に各話の内容は全て独立しているオムニバス形式で、レギュラーのキャラクターも存在しない（一部を除く）が、冒頭にナビゲーター役として、宝石をちりばめたスーツとシルクハットに身を包む男が登場する。また各話には「第○いぬ」というナンバリングが付されている。
単行本には『ガンガンパワード』に掲載された内の2話分が収録されておらず、収録されなかった分は『清村くんと杉小路くんよ』第1巻に収録。『ガンガンYG』の1話分も同単行本第2巻に収録されている。
なお、単行本には『清村くんと杉小路くんと』の前身である『清村くんと杉小路くん』天の巻・心の巻・火の巻も収録されている。

## その他
- 本作に登場したキャラクターやギャグ、単語、表現には、土塚理弘が後に執筆した作品に形を変えて再登場したものがある[1]。
- 土塚理弘が『週刊少年ジャンプ』に載せた読切『もうすぐ文化祭』の中で、本作の第8いぬ「Dimension Planet Adventure 最終章 最終話『栄光なる未来』」のストーリーの一部と思わしき物が語られている[2]。それによると魔人ベベカルを倒した勇者の名前は「ジャッキー」らしい。

## 既刊一覧
- 1/Nのゆらぎ - ISBN 4-7575-0633-3 2002年3月22日初版発行

【収録エピソード】「カミッツをよろしく」「スパイシードロップ」「シルクハットは落ちつかない」「半田くんは何をつかむ」「ギターさん」「引越しをしよう」「スパイシー スパイシー ドロップ」「Dimension Planet Adventure 最終章 最終話『栄光なる未来』」「こどもむけまんが『ぶちぎれくん』」
- 清村くんと杉小路くんよ 1  - ISBN 978-4-7575-1103-3 2004年1月22日初版発行

【収録エピソード】「世にもやっこい物語」「バットさん」
- 清村くんと杉小路くんよ 2  - ISBN 978-4-7575-1526-0 2005年10月22日初版発行

【収録エピソード】「かもたの鶏」

## 注
1. ↑  ナレーター役の男は『マテリアル・パズル』で精霊使いのサンとして登場した。また第2いぬのタイトル「スパイシードロップ」は、同じ『マテリアル・パズル』の主人公・アクアの魔法の名前に使われている。
2. ↑  単行本131Pにもそのストーリーを語ったキャラクターが描かれている。